# New Hope (Georgia)
New Hope – miasteczko w stanie Georgia w hrabstwie Paulding. Przez miasto prowadzi droga nr 92. W 1977 w miasteczku uległ katastrofie DC-9. Zginęły 72 osoby, 22 osoby ocalały.